# Tullio Locatelli
Padre Tullio Locatelli, CSJ (Terno d'Isola, 6 de abril de 1951) é um presbítero italiano da Igreja Católica Romana afiliado à Congregação de São José, da qual é o atual superior-geral, eleito em 2018.

## Biografia
Locatelli nasceu em Terno d'Isola, Bérgamo, Itália.
Professou seus primeiros votos na Congregação de São José em 29 de setembro de 1968 e foi ordenado presbítero em Viterbo, em 17 de março de 1979.
Após os primeiros anos de ministério no seminário menor de Valbrembo, também ensinando no seminário de Bérgamo, Locatelli foi vice-diretor e reitor do Instituto Filosófico e Teológico São Pedro e foi eleito Vigário Geral da Congregação (1994-2006), Superior da Província Italiana (2006-2012) e Conselheiro e Secretário Geral (2012-2018).
Em 12 de junho de 2018, no 23.º capítulo geral da Congregação realizado em Quito, Equador, Locatelli foi eleito superior geral, sucedendo ao Pe. Mario Aldegani, que permaneceu no cargo por dois mandatos de seis anos. Tornou-se assim o 11.º sucessor de São Leonardo Murialdo à frente dos josefinos, uma congregação nascida em Turim, em 1873, a serviço dos jovens pobres e do mundo do trabalho, que hoje conta com mais de 500 confrades, espalhados em cerca de 105 casas, presentes em 16 países ao redor do mundo.